# Вулиця Повітряна (Львів)
Ву́лиця Пові́тряна (народна назва — Повітря́на) — вулиця в Залізничному районі міста Львова, в місцевості Левандівка. Сполучає вулиці Левандівську та Роксоляни, утворюючи перехрестя з вулицями Чижевського, Моторною та Пропелерною.
Прилучаються вулиці: Ганкевича, Папоротна, Озерна, Бандрівського, Машиністів, Сяйво, Олесницького, Тісна, Мацієвича, Каганця, Пілотів, Ловецька, Мирна, Чечета, Скромна, Загородня, Доробок, На Четвертях, Вигоди, Немирівська, Калнишевського, Кругова.
Раніше середня частина вулиці, що між вулицями Сяйво та Калнишевського, була забрукована. Впродовж вересня—листопада 2011 року на вулиці влаштовано дощову каналізацію, дорожню основу та нове асфальтобетонне покриття, відновлено тротуари.

## Назва
З 1922 року вулиця мала назву 3-го Травня, на згадку про Конституцію Речі Посполитої, прийнятої 3 травня 1791 року. У 1933 році перейменована на Льотничу на честь старого львівського летовища, яке розміщувалося поряд. За часів німецької окупації в 1943 році вулицю перейменували на Кульгаусґассе. У липні 1944 року назву Льотнича було повернено. Частина вулиці від вулиці Левандівської до тодішньої міської межі 1950 року отримала сучасну назву Повітряна. 1958 року тривала забудова на землях колишнього підміського села Білогорща. Так з'явилася вулиця Новоповітряна (частина сучасної вулиці Повітряної між вулицями Суботівською до Роксоляни, яку 1963 року приєднано до вулиці Повітряної. 

## Забудова
У забудові вулиці Повітряної переважають одно- і двоповерховий конструктивізм 1930-х років, одноповерхова садибна, одно- і двоповерхові будівлі 2000-х років, дев'ятиповерхова житлова 1970-х років. 
№ 1 — за радянських часів тут був магазин «Техніка» управління «Львівелектромашпостачзбуту». У 2000-х рокак тут відкрився фірмовий магазин при Львівському холодокомбінаті.
№ 2 — Львівський холодокомбінат. Для охолодження агрегатів підприємства поряд створено ставок, що згодом отримав назву — Левандівське озеро.
№ 2б — від 2011 року в будинку міститься міні-готель «На озері» на вісім номерів. Також у готелі працює однойменний ресторан-бар на три бенкетні зали, фінська сауна та басейн.
№ 5, 6, 8, 9, 12 — двоповерхові житлові будинки барачного типу кінця 1950-х — початку 1960-х років. У будинку № 6 у 1950-х роках був Народний суд Залізничного району, в будинку № 8 — книжковий магазин, в будинку № 12 нині міститься відділення поштового зв'язку № 25 Львівської філії АТ «Укрпошта».
№ 10 — житловий двоповерховий будинок. За Польщі цю адресу мала аптека М. Гольдбергової.
№ 15 — житловий будинок. У 1950-х роках тут містилася взуттєва ремонтна майстерня.
№ 20 — колишній кінотеатр, який діяв під різними назвами — імені Коцюбинського (у 1940-х—1950-х роках), «Супутник», «Стрілець» (від 1990-х років). У 2000-х роках у приміщенні містився нічний клуб «Далі». Нині в будинку не проводяться кінопокази, хоча екран збережений.
№ 24 — за радянських часів тут був овочевий магазин, з 1990-х років — крамниця «Левандівський ґазда» з кав'ярнею.
№ 25 — наприкінці 1940-х років тут резидувала добровільна пожежна команда № 2.
№ 38 — у 1950-х роках тут була майстерня індпошиву одягу, нині цієї адреси не існує.
№ 43 — за радянських часів тут був магазин «Продукти».
№ 65, 88, 92, 94 — житлові будинки, збудовані в 1960—1980-х роках як гуртожитки для працівників Львівської залізниці. Ухвалою № 59 ЛМР від 26 вересня 2002 року будинки прийняті від дистанції цивільних споруд на станції Львів Львівської залізниці у власність територіальної громади міста Львова. В одноповерховій прибудові до будинку № 88 міститься бібліотека-філія № 15 Централізованої бібліотечної системи для дорослих міста Львова.
№ 99 — Державний заклад «Дорожня поліклініка ДТГО «Львівська залізниця», який 2016 року перетворено на комунальне некомерційне підприємство «3-я міська поліклініка м. Львова».
16 квітня 2021 року, виконавчий комітет Львівської міської ради затвердив містобудівні умови на нове будівництво восьмиповерхового житлового будинку з вбудованими офісними приміщеннями та підземним паркінгом (ЖК «Повітряна Hall») зі знесенням існуючих на ділянці споруд на вул. Повітряній, 82.
На перетині Повітряної з вулицею Ганкевича від повоєнних часів розташований став. На вулиці є чинна водорозбірна колонка.

Світлини вуличної забудови
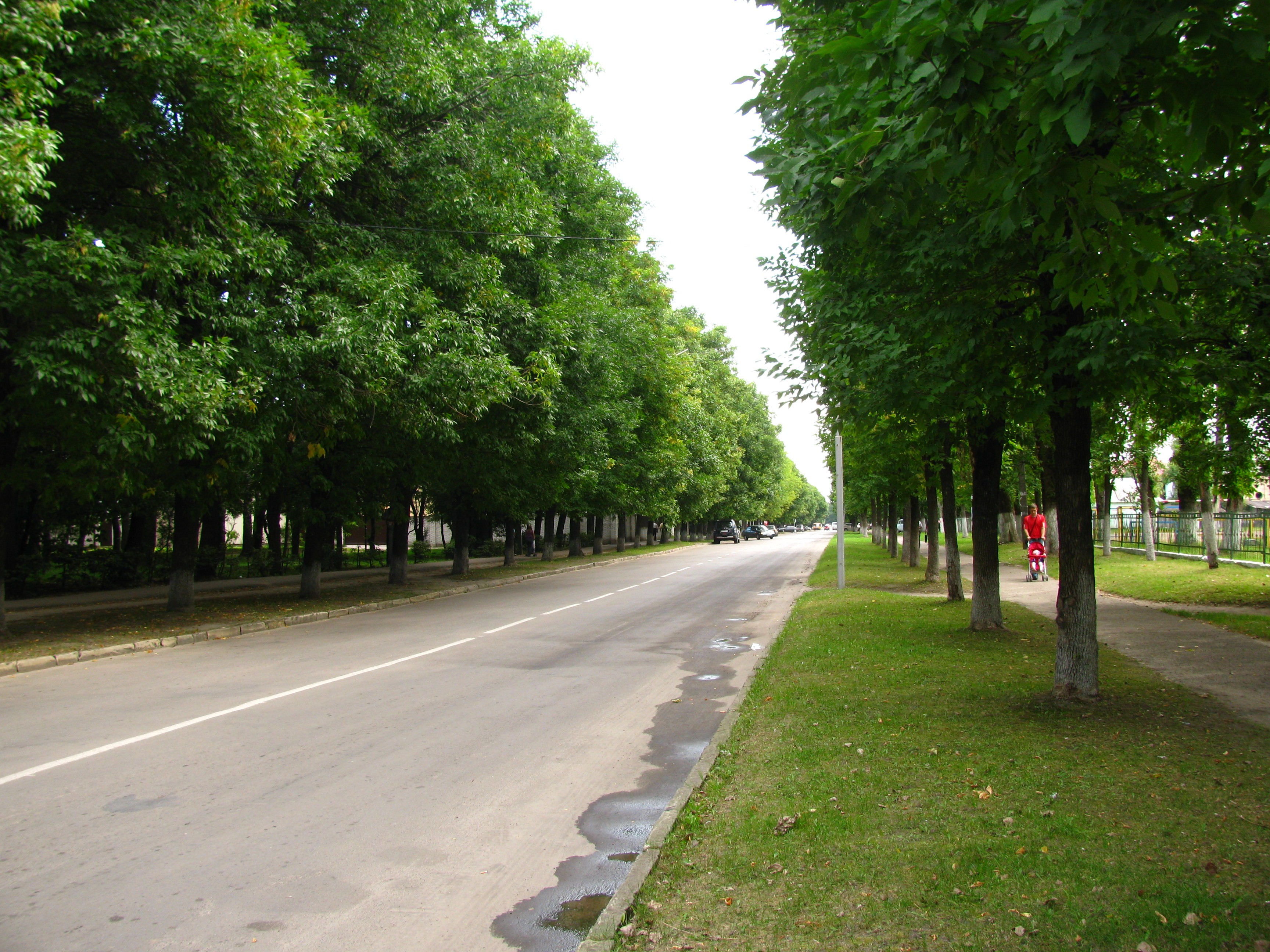
Початок вулиці
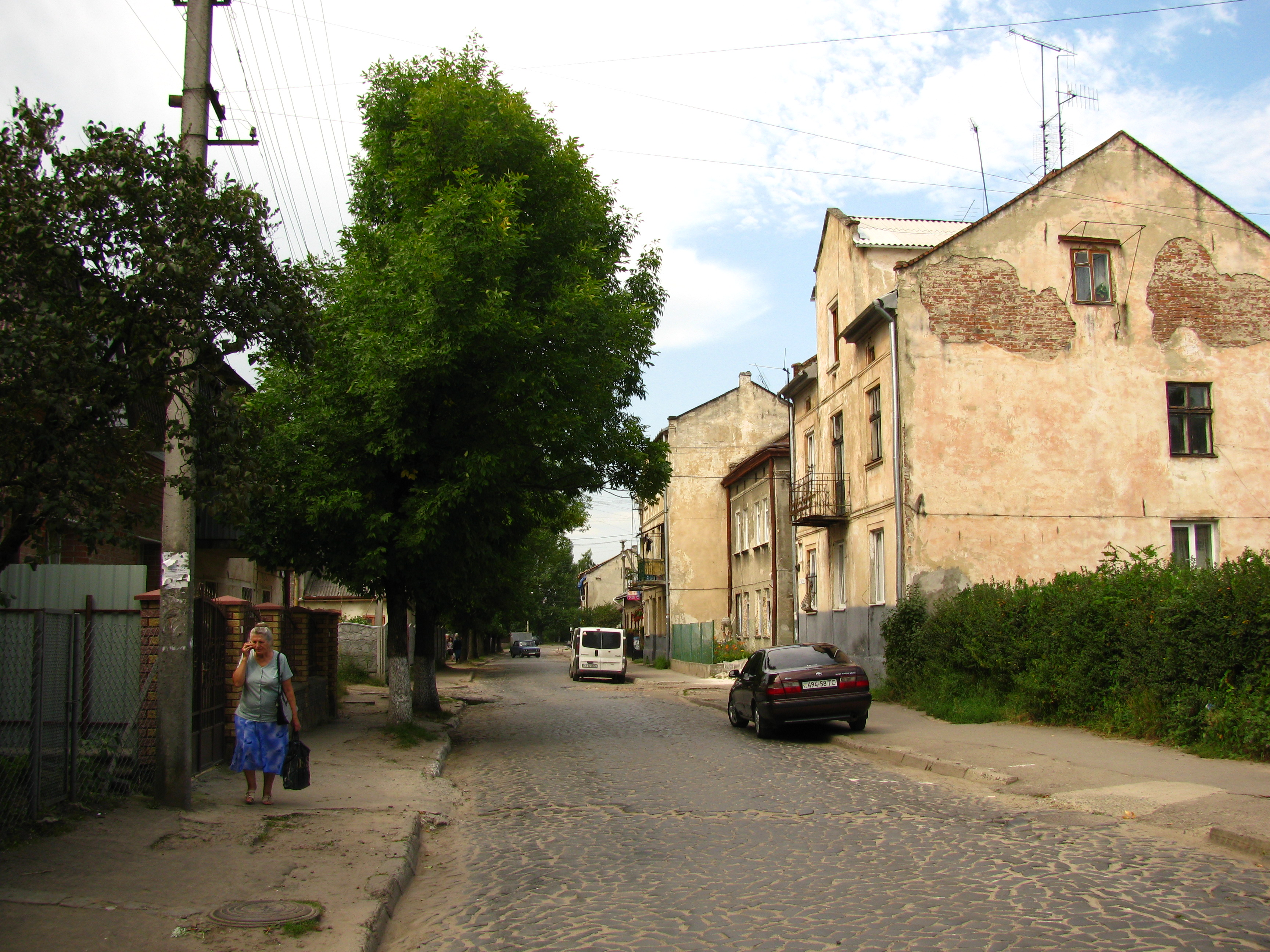
Середня частина вулиці
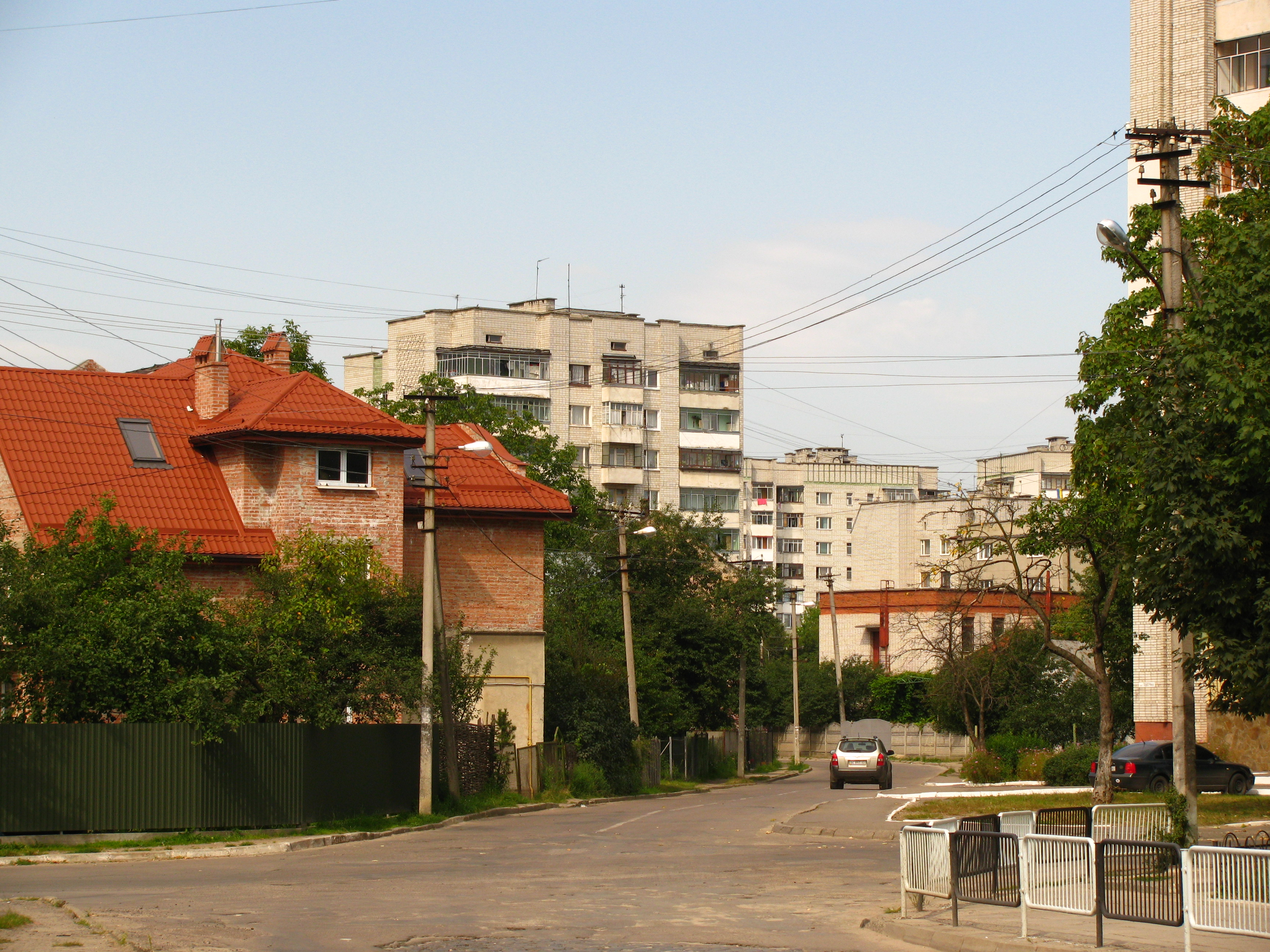
Середня частина вулиці
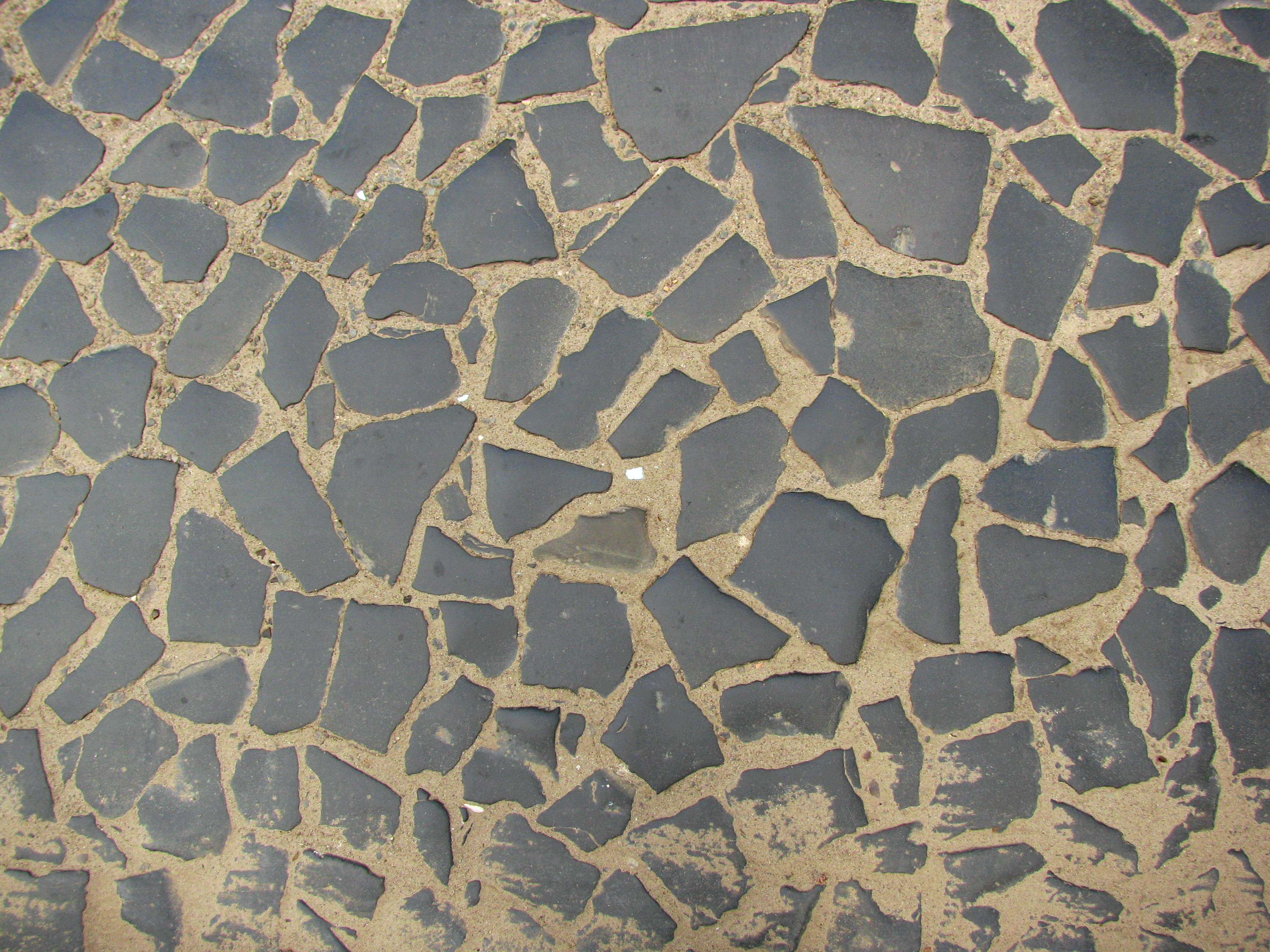
Бруківка в середній частині вулиці
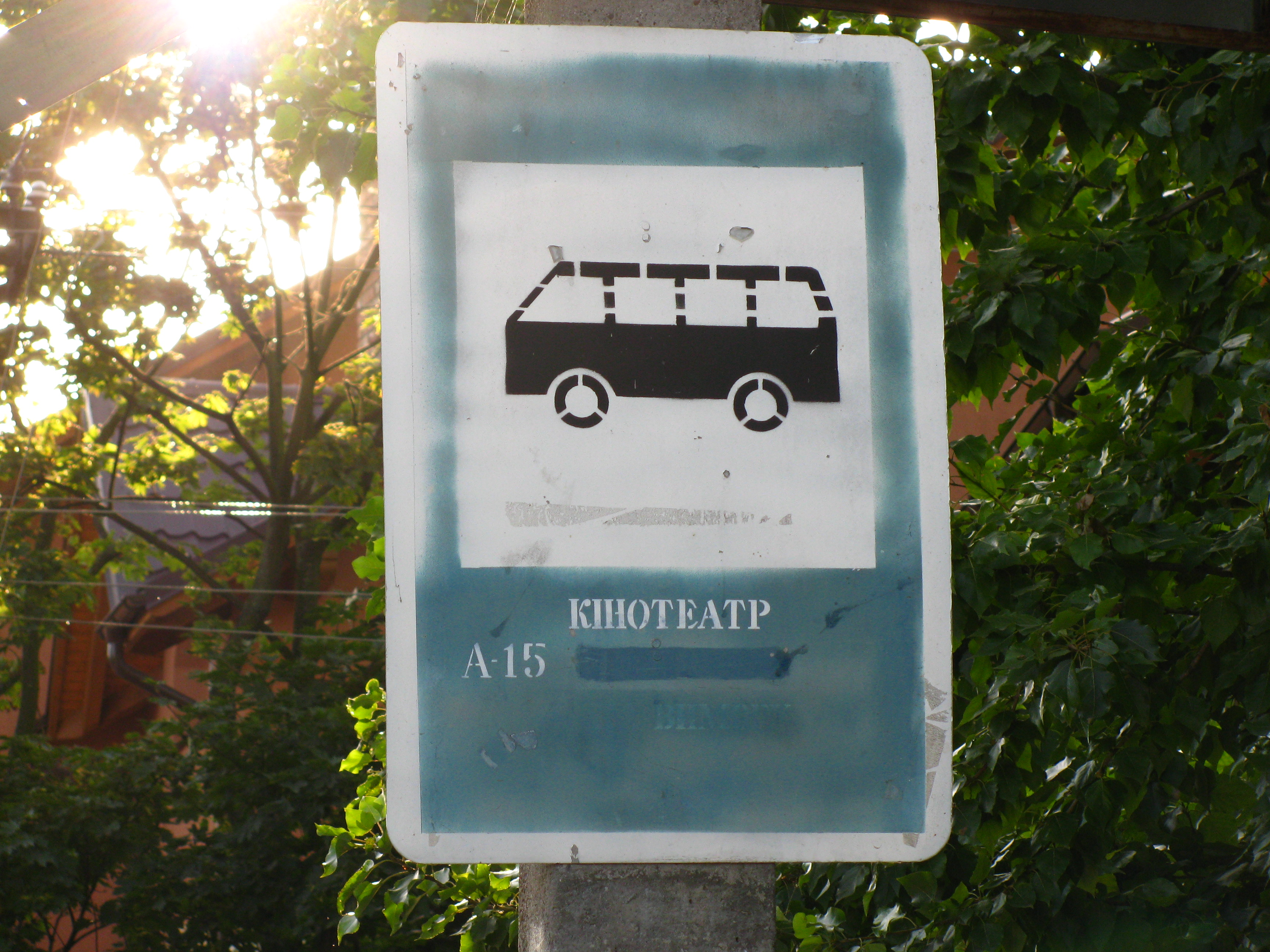
Знак колишньої автобусної зупинки
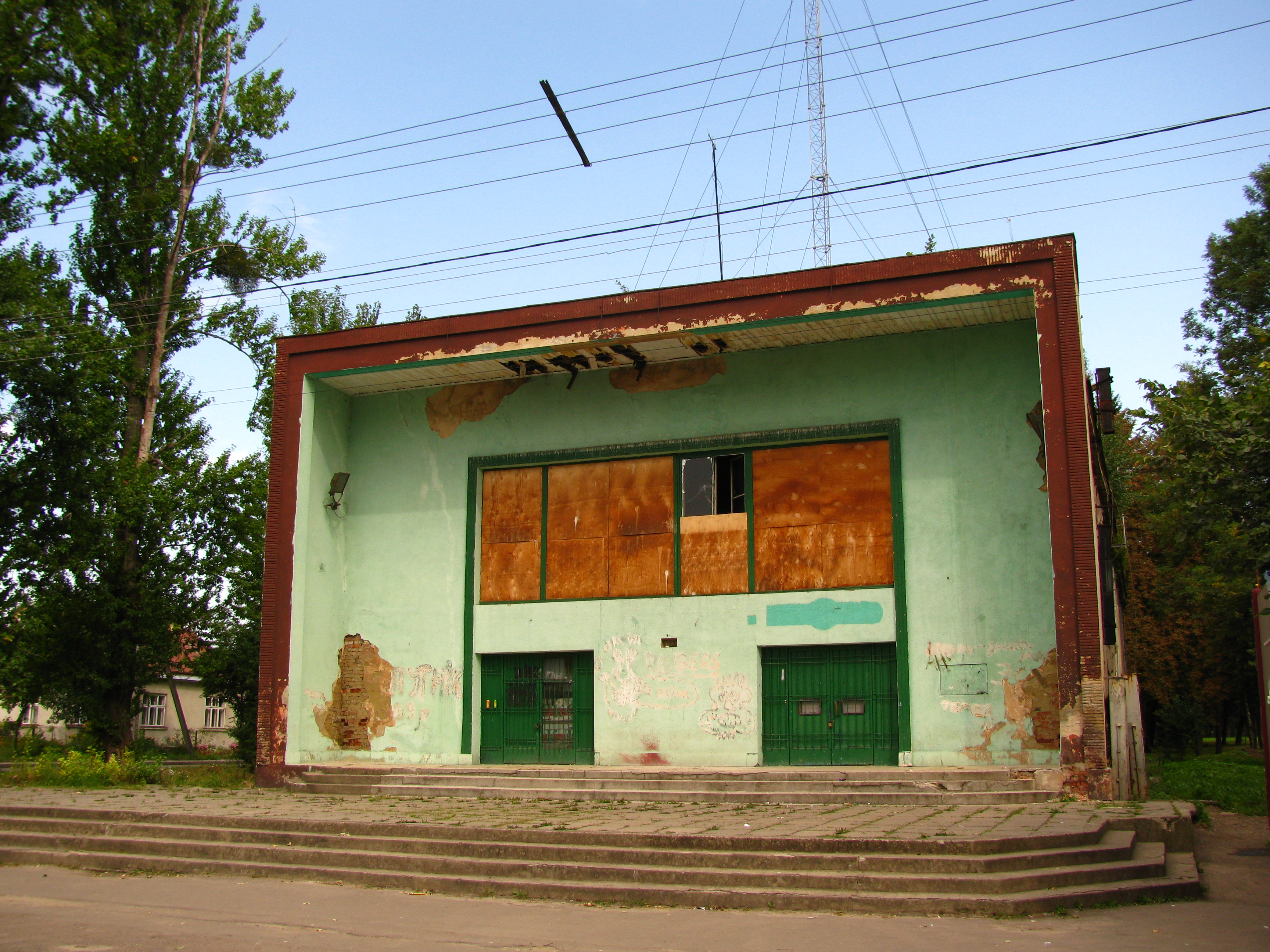
Колишній кінотеатр «Супутник»
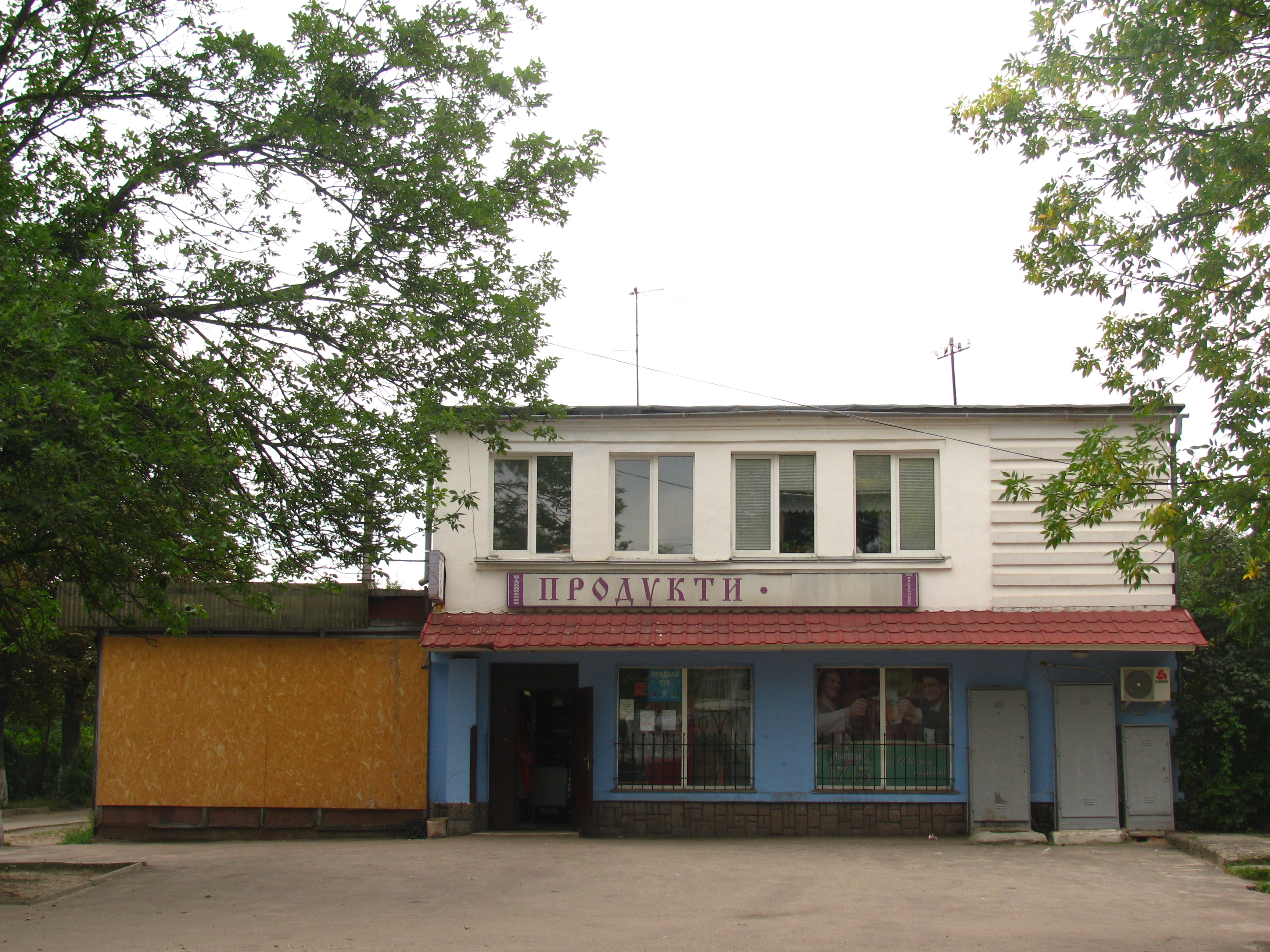
Будинок № 12-А
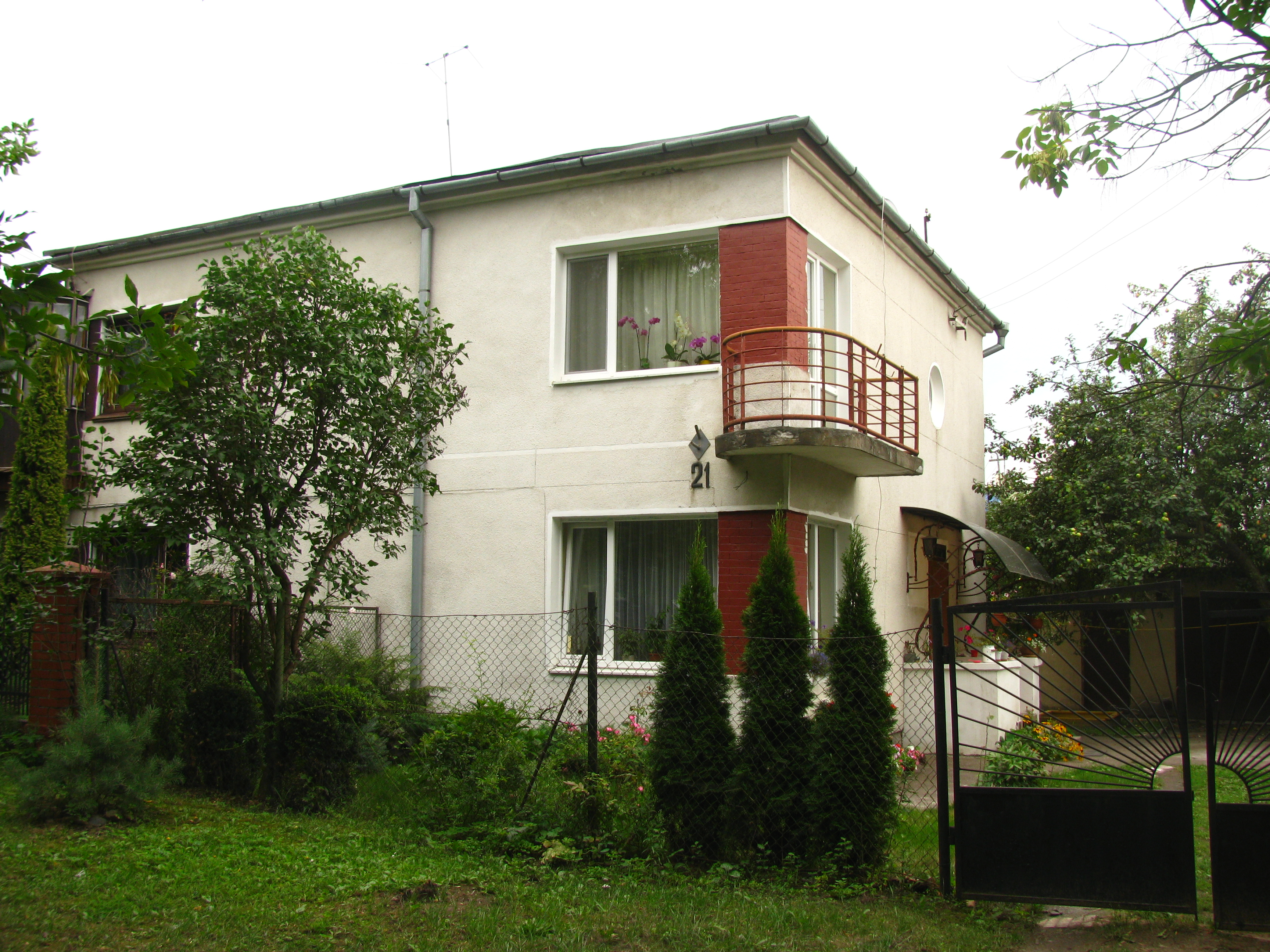
Будинок № 21
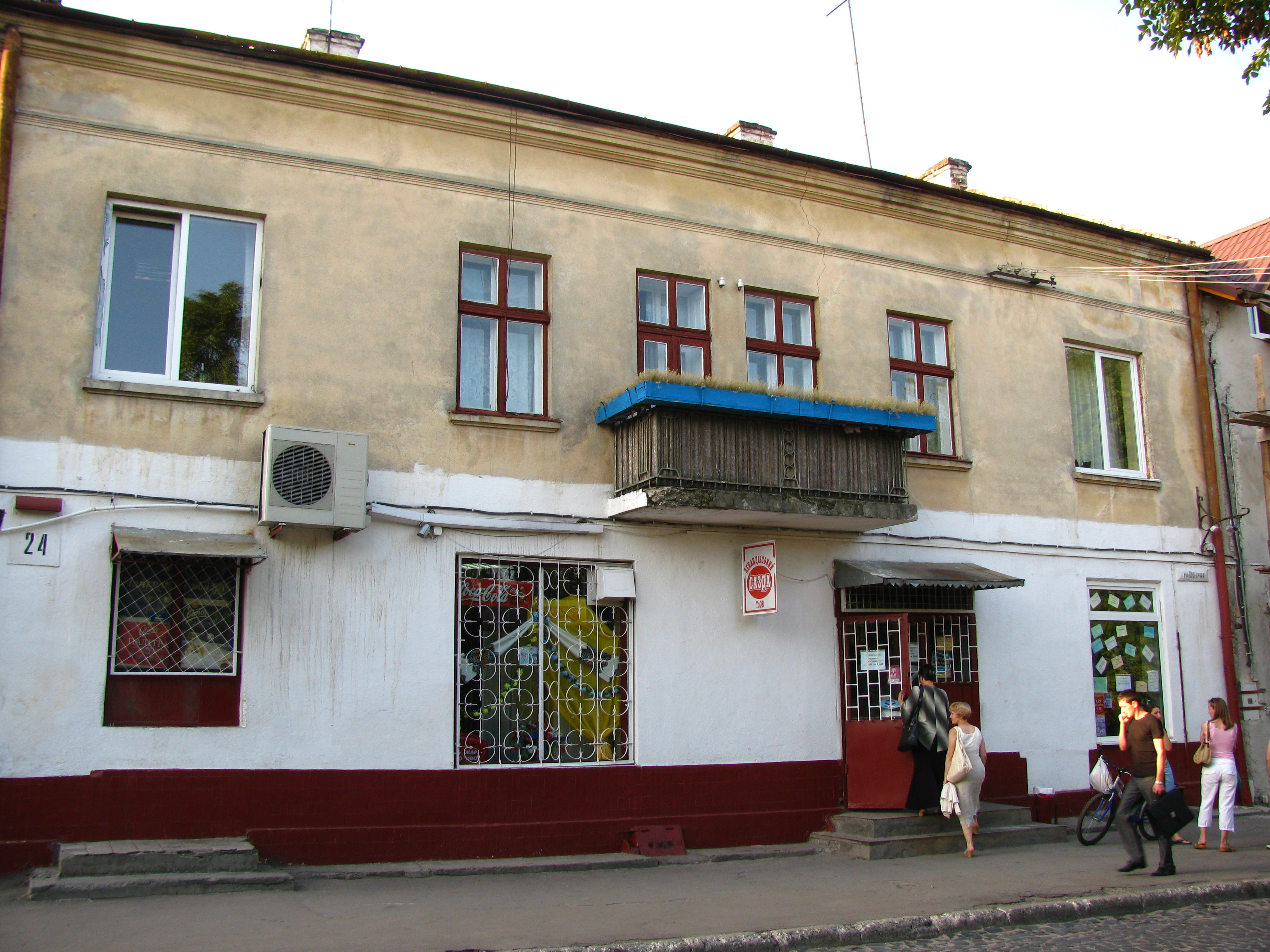
Будинок № 24
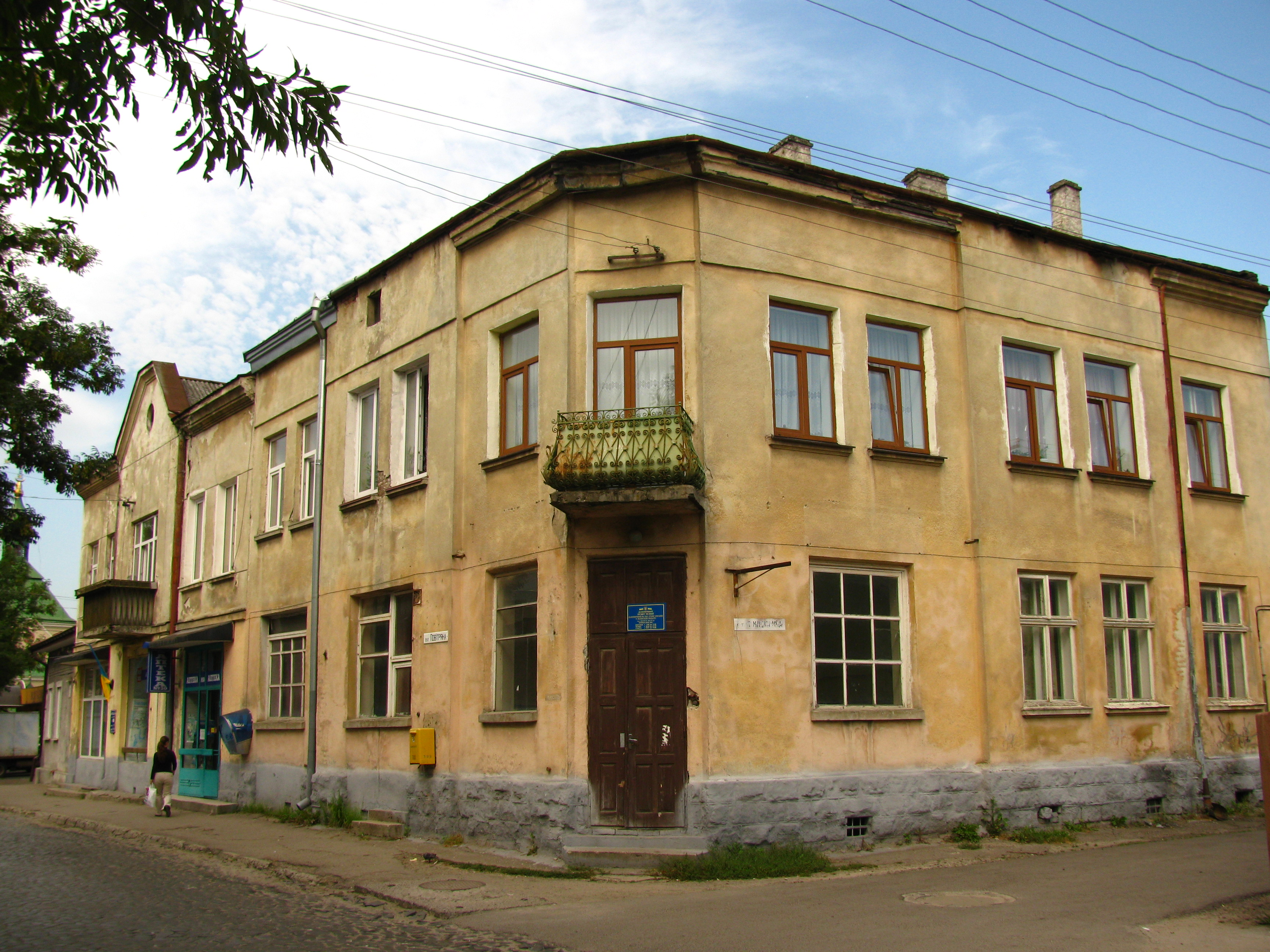
Будинок № 32
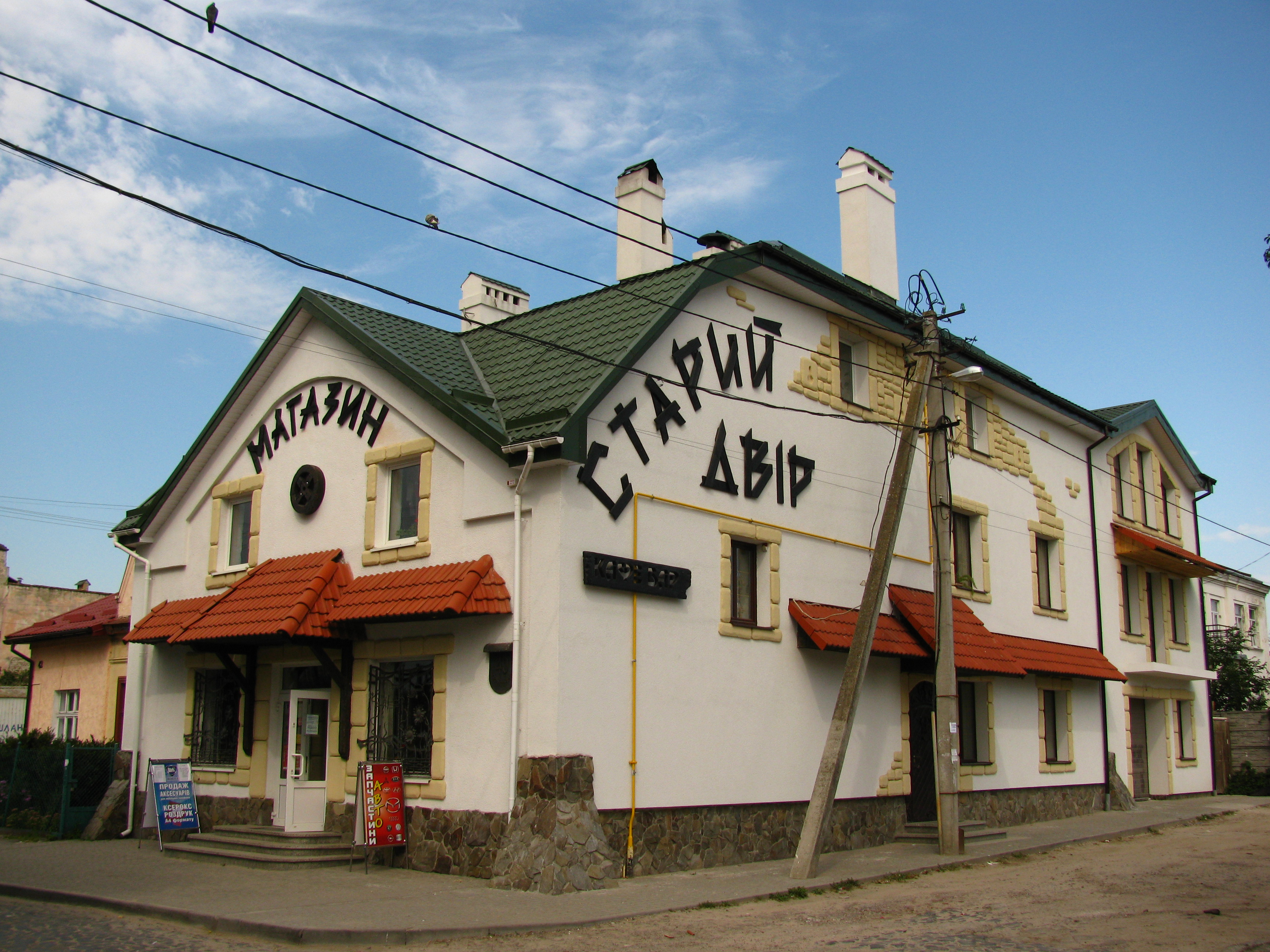
Будинок № 40
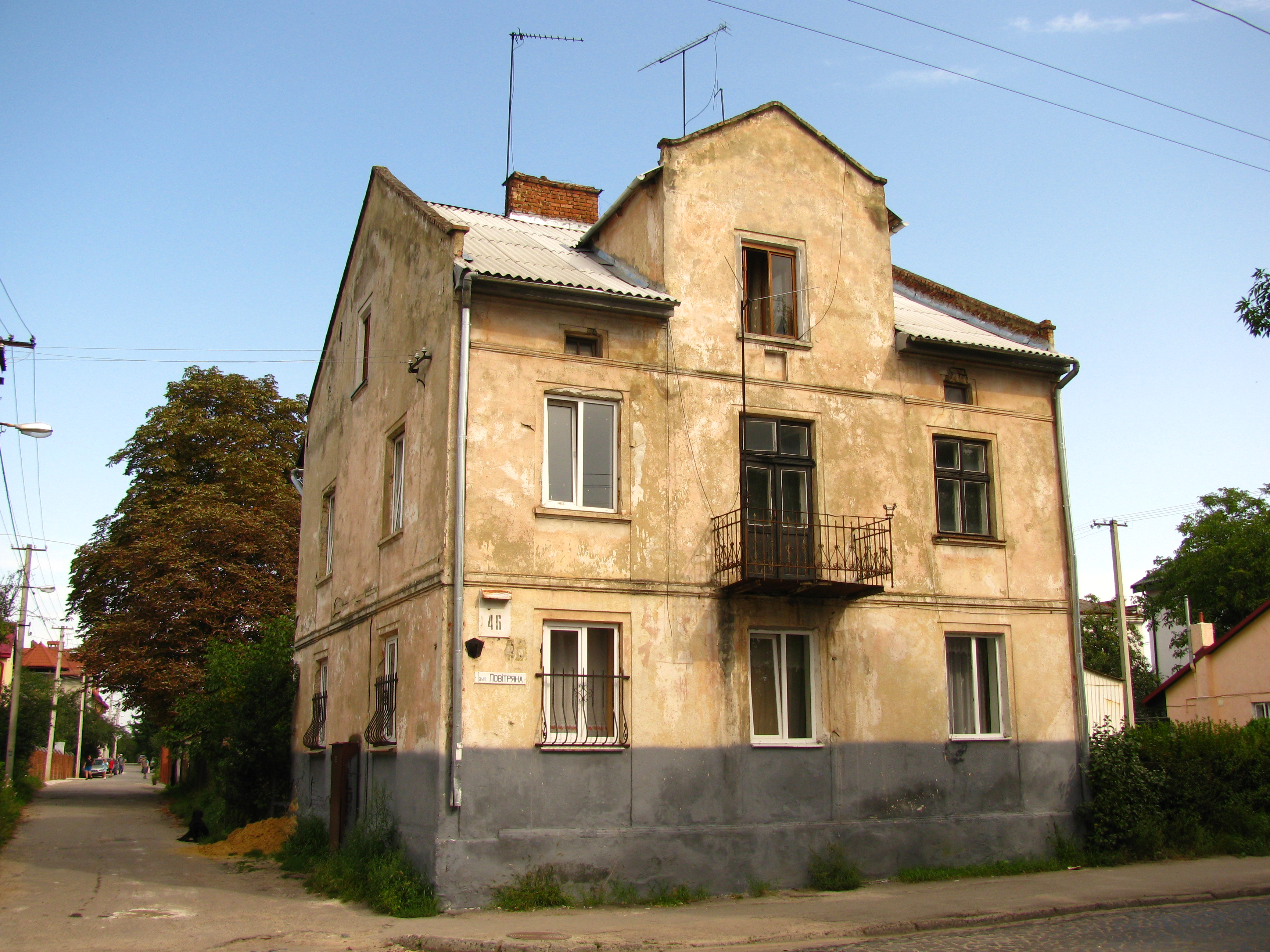
Будинок № 46
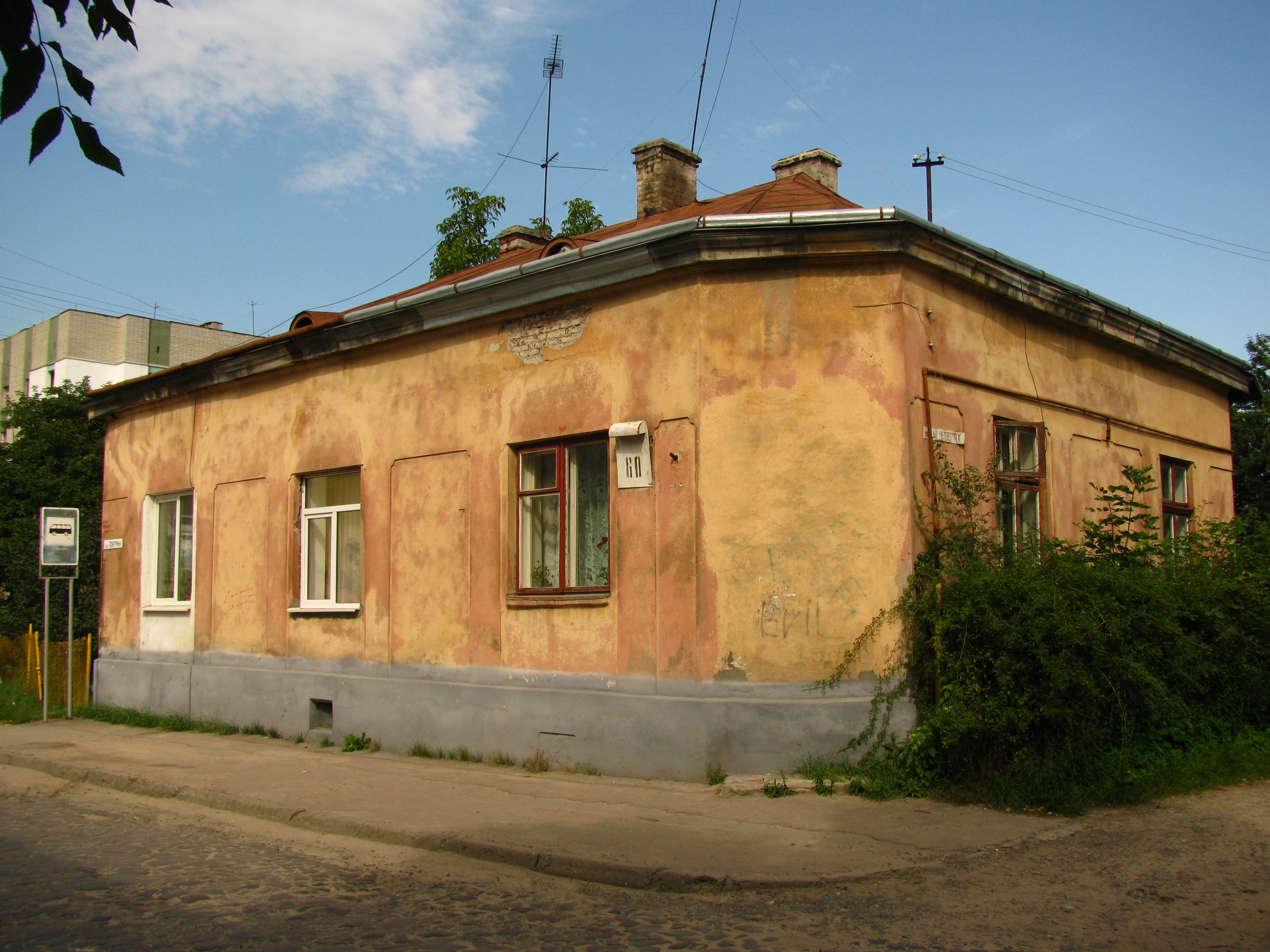
Будинок № 60
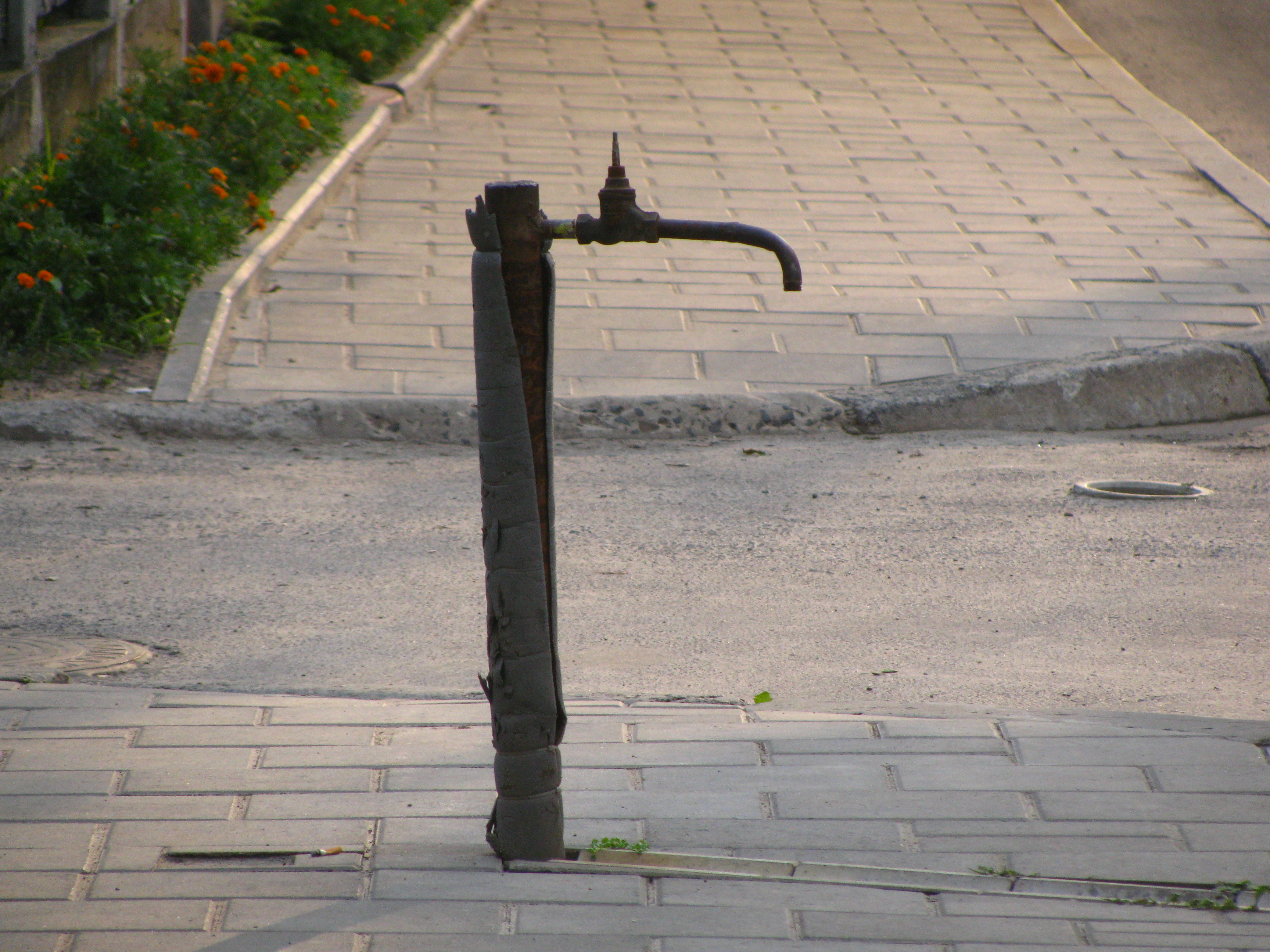
Водорозбірна колонка